# Daffymitra
Daffymitra là một chi ốc biển, là động vật thân mềm chân bụng sống ở biển trong họ Volutomitridae.

## Các loài
Các loài trong chi Daffymitra gồm có:
- Daffymitra lindae Harasewych & Kantor, 2005[2]